# Gleislose Bahn Blankenese–Marienhöhe
| Auf der heutigen Anne-Frank-Straße: Wagen 2 fährt in Richtung Bahnhof |            |                                         |                                         |
| Streckenlänge: | etwa 3 km  |                                         |                                         |
| Stromsystem: | 440 Volt = |                                         |                                         |
| Maximale Neigung: | 45 ‰       |                                         |                                         |
| |            |                                         |                                         |
| \| \| \| zur Altona-Blankeneser Eisenbahn \| \| \| \| 0 \| Blankenese Staatsbahnhof \| Blankenese Staatsbahnhof \| \| \| \| Blankeneser Landstraße \| \| \| \| \| Frenssenstraße, heute Anne-Frank-Straße \| \| \| \| ~ 7 \| Landhauskolonie Marienhöhe \| Landhauskolonie Marienhöhe \| |            |                                         |                                         |
| |            | zur Altona-Blankeneser Eisenbahn        |                                         |
| U-Bahn-Kopfbahnhof Streckenanfang (Strecke außer Betrieb) | 0          | Blankenese Staatsbahnhof                | Blankenese Staatsbahnhof                |
| U-Bahn-Strecke (außer Betrieb) |            | Blankeneser Landstraße                  | Blankeneser Landstraße                  |
| U-Bahn-Strecke (außer Betrieb) |            | Frenssenstraße, heute Anne-Frank-Straße | Frenssenstraße, heute Anne-Frank-Straße |
| U-Bahn-Kopfbahnhof Streckenende (Strecke außer Betrieb) | ~ 7        | Landhauskolonie Marienhöhe              | Landhauskolonie Marienhöhe              |

Die Gleislose Bahn Blankenese–Marienhöhe war ein Oberleitungsbus-Betrieb im heutigen Hamburger Stadtteil Blankenese.

## Geschichte
Die rund drei Kilometer lange Strecke verband den Staatsbahnhof Blankenese an der Altona-Blankeneser Eisenbahn mit dem nordwestlich davon gelegenen Villenviertel Landhauskolonie Marienhöhe. Die Anlage wurde am 12. August 1911 eröffnet und musste nach Beginn des Ersten Weltkriegs am 1. August 1914 eingestellt werden, wurde aber im Oktober desselben Jahres eingeschränkt wieder aufgenommen. Das Kupfer der Fahrleitungen wurde für die Munitionsfabriken requiriert. 1915 wurde die Terrain-Gesellschaft schließlich aufgelöst.
Die Strecke wurde ausschließlich im Personenverkehr bedient, Güter oder Post wurden nicht befördert. Der Betrieb wurde mit den beiden Motorwagen »1« und »2« durchgeführt. Im Gegensatz zu damaligen Straßenbahnwagen oder Omnibussen besaßen sie eine vollverglaste Fahrerkabine, sie verfügten über zwölf Sitz- und zehn Stehplätze. Der Gleichstrommotor leistete 15 PS, der Antrieb erfolgte über Schneckengetriebe, die beiden Achsen hatten je zwei Vollgummireifen. Das Gewicht betrug 3150 kg, die Lackierung des hölzernen Wagenkastens war unten Dunkelrot, oben Hellgrau. Gefahren wurde werktags im 30-Minuten-Takt mit einem Wagen, sonn- und feiertags wegen des stärkeren Ausflugsverkehrs im 15-Minuten-Takt mit beiden Wagen. Der Fahrpreis betrug 10 Pfennig. Die Reisezeit betrug zwölf Minuten, es gab sieben Haltestellen. Wo sich das Depot befand, ist nicht überliefert.
Erbaut wurde die Gleislose elektrische Personenbahn im Auftrag der Blankenese-Marienhöhe-Terrain-A.-G. nach dem so genannten System Schiemann, entwickelt vom sächsischen Unternehmen Gesellschaft für gleislose Bahnen Max Schiemann & Co. in Wurzen. Als Besonderheit verfügten die in Blankenese verwendeten Fahrzeuge nur über eine statt der üblichen zwei Stromabnehmerstangen. Dies war möglich, weil die beiden Drähte der Oberleitung in einem Abstand von nur 15 Zentimetern zueinander angeordnet waren. Damit standen sie deutlich näher zueinander als bei anderen O-Bus-Anlagen üblich. Dieses sogenannte Einstangenkontaktsystem kam nur bei einigen wenigen Betrieben zur Anwendung. Im Gegensatz zu heutigen Oberleitungsbus-Strecken war sie außerdem nur einspurig angelegt. Begegneten sich die beiden Fahrzeuge, musste eines von ihnen die Stromabnehmerstange abziehen.
Über die Oberleitung mit 440 Volt wurde auch ein Wasserwerk, das Depot und Straßenlaternen mit Energie versorgt. Der Strom wurde vom Blankeneser Elektrizitätswerk bezogen.